# Iván Romero
Iván Romero, né le 10 avril 2001 à La Solana, est un footballeur espagnol qui évolue au poste d'ataquant à Levante UD.

## Biographie

### Carrière en club
Né à La Solana, dans la province castillane de Ciudad Real, Romero est notamment passé par le centre de formation de l'Albacete Balompié, avant d'intégrer l'académie du Sevilla FC en septembre 2017,,,. Il fait ses débuts seniors avec le Séville Atlético Club le 14 décembre 2019, étant titularisé pour un match nul 0-0 à l'extérieur contre le CR Granada  en Segunda División B,.
Définitivement intégré à l'équipe reserve pour la saison 2020-21, Romero ouvre son compteur de but le 21 novembre 2020, étant l'auteur d'un doublé décisif lors d'une victoire 2-1 en championnat contre le Córdoba CF. 
S'affirmant comme un buteur régulier avec l'Atlético, il compte 12 buts et 5 passes décisives au 8 avril 2021, date à laquelle il renouvelle son contrat avec le club, jusqu'en 2024. Il est alors déjà apparu à plusieurs reprises dans le groupe professionnel de Julen Lopetegui, sans toutefois sortir du banc,. Iván termine ensuite l'exercice 2020-21 avec le statut de meilleur buteur de l'équipe reserve.
Déjà en vue avec les professionnels en amical lors de la préparation de la saison suivante, le jeune avant-centre fait ses débuts en équipe première, lors d'une victoire 3-0 à domicile en Liga contre le Rayo Vallecano  le 15 août 2021,. Le 3 octobre 2021, il fait ses débuts en Ligue des champions à l'âge de 19 ans, entrant en jeu lors de la rencontre face au VfL Wolfsburg, qui  joue alors les premières places de la Bundesliga. Entré en jeu alors que les andalous son menés 1-0, il est particulièrement en vue sur le front de l'attaque, alors que son équipe égalise finalement sur un penalty de Rakitić,,,.

### Carrière en sélection
Romero est appelé en sélection espagnole des moins de 19 ans dès 2019, pour un stage d'entrainement sous les ordres de Santiago Denia, avant que la plupart des rencontres internationales juniors ne soient annulées du fait du covid-19.

## Style de jeu
Iván Romero évolue au poste d'avant-centre, tout en étant aussi capable de jouer à l'aile. Malgré une stature assez modeste (il mesure 1,72 m en 2021) c'est un joueur physique, capable d'utiliser son corps pour occuper la surface adverse et se battre avec les centraux, afin de se démarquer face au but. Il possède également une technique balle au pied qui entraine quelques comparaison avec son coéquipier Youssef En-Nesyri.